# Siriona
Siriona (ook Mbia Chee, Mbya en Sirionó genoemd) is een Tupische taal die door 620 mensen wordt gesproken. De taal wordt voornamelijk gebruikt door de Sirionó in Bolivia, waar het door 500 mensen wordt gesproken. Daarnaast zijn er nog ruim 120 sprekers bij het Yuqui-volk die de taal bedrijven. De Yuqui leven in het departement Beni in Bolivia, maar ook in het plaatsje Ibiato in het departement Santa Cruz.